# Frankfurter Waldbahn
| ehemaliger Haltepunkt / Haltestelle Streckenanfang                                   | Offenbacher Bahnhof                      |                                                  |                                                  |
| Strecke · ehemaliger Haltepunkt / Haltestelle Streckenanfang                         | Textorstr.                               | Untermainbrücke                                  | Untermainbrücke                                  |
| Abzweig geradeaus und nach rechts · Strecke                                          | Depot Textorstr.                         | über Schweizer Straße                            | über Schweizer Straße                            |
| Verschwenkung von links und von rechts                                               |                                          |                                                  |                                                  |
| ehemaliger Haltepunkt / Haltestelle                                                  | Textorstraße                             |                                                  |                                                  |
| Kreuzung geradeaus unten                                                             | Frankfurt-Bebraer Bahn                   |                                                  |                                                  |
|                                                                                      |                                          |                                                  |                                                  |
| Strecke                                                                              | Schweizer Straße/ Mörfelder Landstraße   |                                                  |                                                  |
|                                                                                      |                                          |                                                  |                                                  |
|                                                                                      |                                          |                                                  |                                                  |
| ehemaliger Haltepunkt / Haltestelle                                                  | Ziegelhüttenweg (ab hier eingleisig)     |                                                  |                                                  |
|                                                                                      |                                          |                                                  |                                                  |
| ehemaliger Haltepunkt / Haltestelle                                                  | Riedhof                                  |                                                  |                                                  |
| Abzweig geradeaus und nach links                                                     | Strecke nach Neu-Isenburg                |                                                  |                                                  |
| Kreuzung geradeaus unten                                                             | Bahnstrecke Frankfurt am Main–Heidelberg |                                                  |                                                  |
| Verschwenkung nach links und nach rechts                                             |                                          |                                                  |                                                  |
| Strecke · ehemaliger Haltepunkt / Haltestelle                                        | Niederräder Landstraße                   | Oberforsthaus                                    | Oberforsthaus                                    |
| Abzweig geradeaus und nach links · Strecke                                           | Wagenhalle Niederrad                     |                                                  |                                                  |
|                                                                                      |                                          |                                                  |                                                  |
| ehemaliger Haltepunkt / Haltestelle Streckenende · Abzweig geradeaus und nach rechts | Niederrad (Schwarzwaldstraße)            | Verbindungsgleis zur Mainbahn, Bahnhof Goldstein | Verbindungsgleis zur Mainbahn, Bahnhof Goldstein |
|                                                                                      |                                          |                                                  |                                                  |
|                                                                                      |                                          |                                                  |                                                  |
| Kreuzung geradeaus unten                                                             |                                          | Mainbahn                                         | Mainbahn                                         |
|                                                                                      |                                          |                                                  |                                                  |
| ehemaliger Haltepunkt / Haltestelle                                                  |                                          | Waldfried                                        | Waldfried                                        |
| ehemaliger Haltepunkt / Haltestelle                                                  |                                          | Goldstein                                        | Goldstein                                        |
| ehemaliger Haltepunkt / Haltestelle                                                  |                                          | Unterschweinstiege                               | Unterschweinstiege                               |
| Abzweig geradeaus und nach links                                                     |                                          | Wagenhalle Schwanheim                            | Wagenhalle Schwanheim                            |
| ehemaliger Haltepunkt / Haltestelle Streckenende                                     |                                          | Schwanheim                                       | Schwanheim                                       |

| Strecke von rechts · Strecke                                                                     | Bahnstrecke Frankfurt am Main–Heidelberg | von Riedhof                           | von Riedhof                           |
| Bahnhof · Haltepunkt / Haltestelle                                                               | Bahnhof Louisa                           | Station Louisa                        | Station Louisa                        |
| Abzweig geradeaus, nach rechts und ehemals von links · Abzweig geradeaus und ehemals nach rechts | Verbindung zur Mainbahn                  | Anschlussgleis zur Main-Neckar-Bahn   | Anschlussgleis zur Main-Neckar-Bahn   |
|                                                                                                  |                                          |                                       |                                       |
| Kreuzung geradeaus unten · Kreuzung geradeaus unten                                              | Mainbahn                                 | Verbindung Goldstein↔ Bebraer Bahnhof | Verbindung Goldstein↔ Bebraer Bahnhof |
|                                                                                                  |                                          |                                       |                                       |
| Strecke nach rechts · Strecke                                                                    |                                          |                                       |                                       |
| Haltepunkt / Haltestelle                                                                         |                                          | Oberschweinstiege                     | Oberschweinstiege                     |
| Abzweig geradeaus und von rechts                                                                 |                                          | Wagenhalle Neu Isenburg               | Wagenhalle Neu Isenburg               |
| Haltepunkt / Haltestelle Streckenende                                                            |                                          | Neu-Isenburg                          | Neu-Isenburg                          |

Die Frankfurter Waldbahn war eine normalspurige Dampfstraßenbahn in Frankfurt am Main, die von 1889 bis 1929 verkehrte. 1899 übernahm die Stadt Frankfurt am Main die Waldbahn und integrierte die Strecken schrittweise in die elektrische Straßenbahn Frankfurt am Main. Am 5. Oktober 1929 verkehrte der letzte dampfbetriebene Zug. Von den Einrichtungen der Waldbahn sind noch die Stationsgebäude und Wagenhallen in Neu-Isenburg und Frankfurt-Schwanheim erhalten. Die beiden Streckenäste werden heute von den Linien 12 und 17 befahren. Die ehemalige Waldbahnstrecke zwischen Riedhof und Oberforsthaus diente noch bis 2013 während des Volksfestes zum Wäldchestag für die Verstärkungslinie Lieschen.

## Betrieb
Die beiden Frankfurter Endhaltestellen lagen an der Untermainbrücke und am Offenbacher Bahnhof in Frankfurt-Sachsenhausen. Die beiden Streckenäste trafen an der Kreuzung von Schweizer Straße und Textorstraße zusammen und folgten der Schweizer Straße nach Süden, unterquerten die Bebraer Bahn am Bebraer Bahnhof und bogen in die nach Westen führende Mörfelder Landstraße ab. Die 9,6 Kilometer lange Hauptstrecke führte über das Oberforsthaus nach Schwanheim, mit Abzweigungen am Riedhof nach Neu-Isenburg (6,4 Kilometer) und an der Niederräder Landstraße nach Niederrad (4,2 Kilometer). Die gesamte Netzlänge der Frankfurter Waldbahn betrug 20,2 Kilometer. Die Streckenabschnitte auf der Textorstraße und Schweizer Straße bis zur Station Ziegelhüttenweg an der Mörfelder Landstraße waren zweigleisig mit straßenbündigem Bahnkörper, die hauptsächlich an Landstraßen und durch den Frankfurter Stadtwald führenden Außenstrecken eingleisig und überwiegend mit besonderem Bahnkörper, mit Ausweichen an den Haltestellen.
Das Hauptdepot mit Werkstätten befand sich in der Textorstraße, weitere Wagenhallen in der Nähe der Endhaltestellen in Neu-Isenburg, Niederrad und Schwanheim.
Alle Dampflokomotiven der Waldbahn waren als zweiachsige, verkleidete Straßenbahnlokomotiven mit umlaufender Plattform ausgeführt. Sie wurden mit Koks befeuert, um die Rauchbelästigung zu begrenzen. 1895 verfügte die Gesellschaft über neun Lokomotiven. 1908 kamen die drei Lokomotiven der Frankfurt-Eschersheimer Lokalbahn hinzu. Die Personenzüge bestanden anfangs aus drei, später bis zu fünf Personenwagen mit offenen Plattformen und zwei Drehgestellen. Jeder der 44 Personenwagen hatte 40 Sitzplätze und bis zu 18 Stehplätze auf den offenen Plattformen. In der warmen Jahreszeit kamen auch offene Sommerwagen zum Einsatz. Die Waldbahn war vor allem an Sonn- und Feiertagen im Ausflugsverkehr stark frequentiert. Besonders auf der Neu-Isenburger Linie verkehrten die Züge im Sommer wegen des hohen Andrangs oft mit sieben Wagen, obwohl die Aufsichtsbehörde eigentlich nur fünf erlaubten.
Nach dem Sommerfahrplan 1912 verkehrten die Züge zwischen Sachsenhausen und Neu-Isenburg werktags zwischen 5:53 Uhr und 23:00 Uhr ab Sachsenhausen, in der Gegenrichtung zwischen 5:18 Uhr und 22:25 Uhr. Sonntags fuhr der erste Zug in Neu-Isenburg erst um 6:22 Uhr, ab Sachsenhausen um 6:47 Uhr. Zwischen Sachsenhausen und Schwanheim fuhren die Züge werktags von 6:22 Uhr bis 22:00 Uhr, in der Gegenrichtung von 5:45 Uhr bis 21:15 Uhr. Sonntags fuhr der erste Zug ab Schwanheim um 7:02 Uhr, ab Sachsenhausen um 7:50 Uhr. Die Zugfolge von ein bis zwei Zügen pro Stunde war deutlich geringer als heute. Die Höchstgeschwindigkeit betrug auf eigenem Bahnkörper 30 Kilometer pro Stunde, auf Chausséen und Straßen 15. In der Textorstraße und an anderen Gefahrenstellen im Bereich von Ortschaften durfte nur so schnell gefahren werden, „daß ein Beamter mit Signalfahne und Glocke vor dem Zug hergehen kann“.
Eine erhebliche Bedeutung hatte der Güterverkehr, besonders für den Transport von Kies und Sand aus den Gruben bei Goldstein nach Sachsenhausen. Güterzüge verkehrten hauptsächlich nachts, um den Personenverkehr auf den eingleisigen Strecken nicht zu behindern. Am Bahnhof Frankfurt-Louisa bestand eine Verbindung mit der Bahnstrecke Frankfurt am Main–Heidelberg. Ein Anschlussgleis führte auch vom Oberforsthaus zur Station Goldstein an der Mainbahn. Insgesamt besaß die Waldbahn 34 Güterwagen.
Nach der Übernahme der Waldbahn durch die Stadt wurde das Streckennetz mit dem Ausbau des elektrischen Straßenbahnbetriebes schrittweise verkleinert. Als erstes wurde am 29. Februar 1908 die Strecke vom Abzweig Niederräder Landstraße nach Niederrad stillgelegt. Ab 1. November 1920 endeten die Züge von Neu-Isenburg und Schwanheim am Ziegelhüttenplatz, wo ein drittes Gleis zum Umsetzen der Lokomotiven eingebaut wurde. Das Depot in der Textorstraße wurden seit 1926/27 nicht mehr als Abstellanlage für die Waldbahn benutzt, sondern für Omnibusse und andere Kraftfahrzeuge der Stadt. Die Werkstatt behielt ihre Funktion bis zur Einstellung des Dampfbetriebes 1929 auf beiden Strecken.

## Geschichte

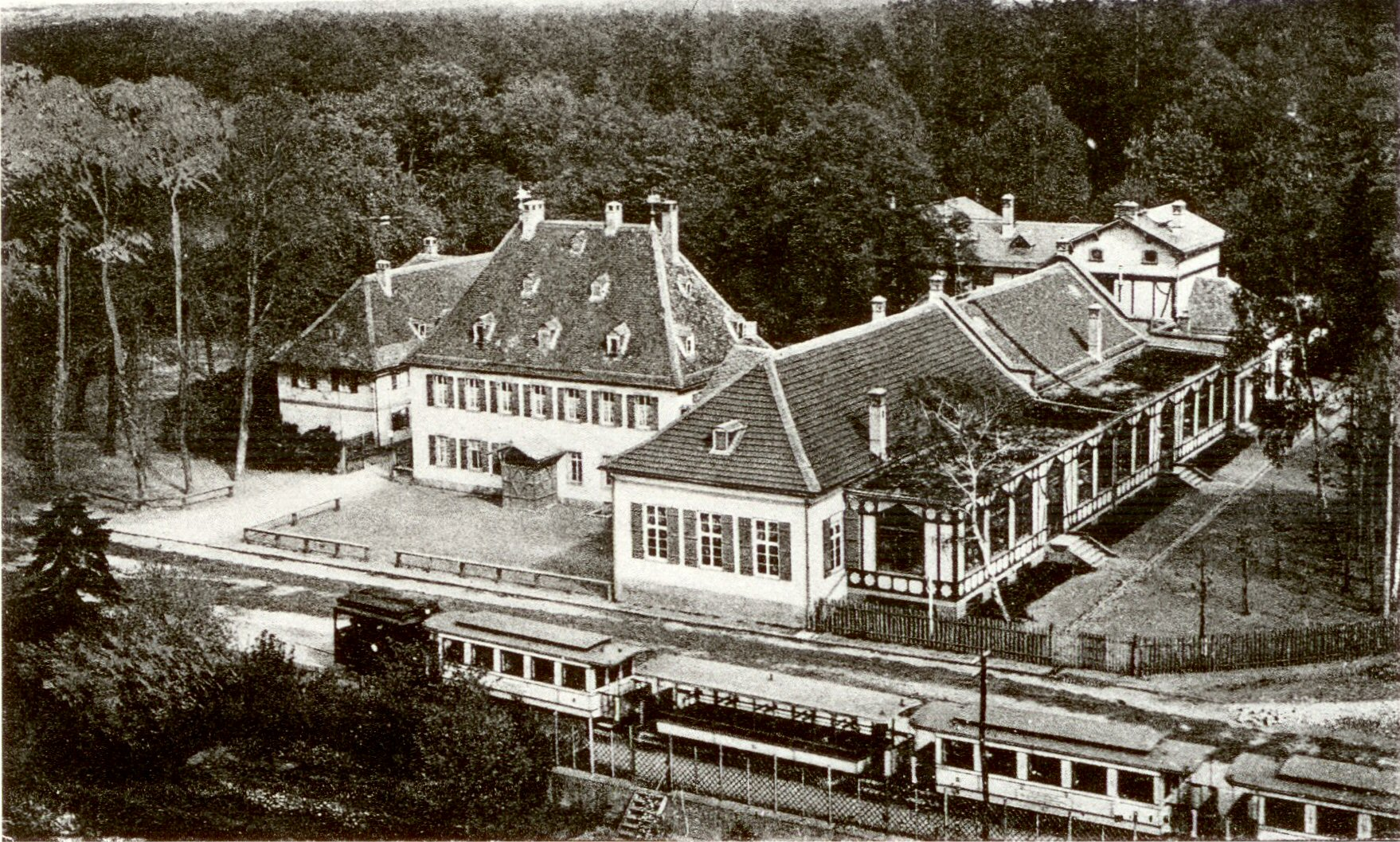
Die Frankfurter Waldbahn am Oberforsthaus in Sachsenhausen (1904)

Am 6. September 1887 erhielt die Localbahn-Bau und Betriebs-Gesellschaft Wilhelm Hostmann & Cie. aus Hannover die auf 35 Jahre gültige Genehmigung des preußischen Regierungsbezirks Wiesbaden, eine Dampfbahn von Sachsenhausen nach Schwanheim, mit Abzweig nach Niederrad und Neu-Isenburg, zu bauen und zu betreiben. Die geplante Verlängerung der Strecke auf hessisches Gebiet durch Neu-Isenburg über Sprendlingen, Dreieichenhain, Götzenhain nach Dietzenbach scheiterte am Widerstand der Hessischen Ludwigsbahn. Am 5. Februar 1889 wurde der Betrieb der Bahn nach Neu-Isenburg eröffnet, die Abzweigung nach Schwanheim folgte am 18. April 1889.
Am 13. Februar 1890 wurde die Firma in Frankfurter Waldbahn-Gesellschaft umbenannt. Während der Internationalen Elektrotechnischen Ausstellung 1891 verkehrte ein zweiachsiger Akkumulatortriebwagen auf der Strecke. Das kleine Fahrzeug pendelte im Versuchsbetrieb viermal täglich zwischen Sachsenhausen und dem Oberforsthaus. Es stammte von der Hildburghausen-Heldburger Eisenbahn nach Frankfurt, die ebenfalls von Hostmann & Cie. betrieben wurde, und war eigens von der Meterspur umgerüstet worden.
Zu Beginn des Jahres 1899 übernahm die Stadt Frankfurt für zwei Millionen Mark die private Gesellschaft. Die Waldbahn blieb ein von der städtischen Straßenbahn getrennter Betriebszweig mit eigener Direktion, Personal, Uniformen und Tarifen. Sie war nun als Kleinbahn nach dem preußischen Kleinbahngesetz vom 28. Juli 1892 konzessioniert. Erst nach der Eingemeindung Niederrads am 1. Juli 1900 und Schwanheims am 1. Januar 1928 wurden die Strecken der elektrischen Straßenbahn nach und nach in die neuen Stadtteile verlängert und die Waldbahnstrecken integriert.
Als erstes wurde am 7. August 1907 die Straßenbahnlinie 15 von der Sandhofschleife über das Städtische Krankenhaus Sachsenhausen zur Triftstraße in Niederrad verlängert. Das Verkehrsaufkommen auf dem Niederräder Zweig der Waldbahn sank daraufhin erheblich, da die neue Strecke kürzer war und die Fahrgäste direkt in die Innenstadt beförderte. Am 29. Februar 1908 stellte die Waldbahn daher den Betrieb nach Niederrad ein.
Weitere Umstellungen verhinderten der Erste Weltkrieg, die anschließende Inflationszeit und die bis 1924 dauernde französische Besetzung der westlichen Frankfurter Vororte. Ab 1. November 1920 endeten beide Waldbahnlinien in Sachsenhausen bereits am Ziegelhüttenplatz; die Gleise in der Schweizer Straße und Textorstraße hatten sie sich bereits seit 1903 mit der städtischen Straßenbahn geteilt. Von November 1922 bis Juni 1923 war der Betrieb der Waldbahn nach Neu-Isenburg wegen Kohlenmangels vollständig eingestellt, der Betrieb nach Schwanheim sogar zwischen September 1922 und November 1924.
Erst am 10. April 1925 wurde die Straßenbahnlinie 15 von Niederrad über Oberforsthaus zum neuen Frankfurter Waldstadion verlängert. Seitdem pendelten die Waldbahnzüge nur noch zwischen Oberforsthaus und Schwanheim. Der Abschnitt zwischen Riedhof und Oberforsthaus diente seitdem nur noch als Betriebsstrecke. 1928/29 wurden die verbleibenden Waldbahnstrecken zweigleisig ausgebaut und elektrifiziert. Am 13. Juli 1929 endete der Dampfbetrieb nach Schwanheim, am nächsten Tag übernahm die Straßenbahnlinie 21 den Betrieb zwischen Hauptbahnhof und Schwanheim. Der letzte Dampfzug nach Neu-Isenburg verkehrte am 5. Oktober 1929; ihm folgte feierlich ein Zug der Linie 7 mit den damals modernsten Wagen der Baureihe G.

## Heutiger Bestand
Nach der Betriebsumstellung wurden die Lokomotiven nach Polen verkauft. Auch vom übrigen rollenden Material der ehemaligen Waldbahn hat sich kein Stück erhalten. Nach dem Abbruch des Waldbahndepots in den Jahren 1959/63 entstand an dieser Stelle ein städtisches Hallenbad, das bis 2007 existierte. Die Wagenhalle in Niederrad war bereits einige Zeit nach ihrer Stilllegung 1908 abgerissen worden. Die beiden viergleisigen Wagenhallen in Schwanheim beherbergen heute das Verkehrsmuseum Frankfurt am Main. Die ebenfalls viergleisige Wagenhalle Neu-Isenburg brannte bei einem Luftangriff am 20. Dezember 1943 völlig aus. Sie wurde 1955 wiederaufgebaut und dient heute der Unterbringung ausgemusterter oder historischer Triebfahrzeuge.
Auch die beiden Stationsgebäude in Neu-Isenburg und in Schwanheim erinnern noch heute an die Frankfurter Waldbahn. Sie können aber heute von den Fahrgästen nicht mehr genutzt werden. In ihnen befinden sich unter anderem Toilettenanlagen für die Fahrer der VGF.
Von den ehemaligen Strecken existieren heute noch die Abschnitte zwischen Goldstein und Schwanheim sowie zwischen Mörfelder Landstraße und Neu-Isenburg. Der Streckenabschnitt zwischen Oberforsthaus und Goldstein wurde 1975 stillgelegt; die Straßenbahn wurde in die Adolf-Miersch-Straße und die Lyoner Straße verlegt, um die Bürostadt Niederrad besser an den öffentlichen Personennahverkehr anzubinden. Heute verkehren die Straßenbahnlinie 12 nach Schwanheim, die Linie 17 nach Neu-Isenburg.
Bis 2013 diente die ehemalige Waldbahnstrecke in der Mörfelder Landstraße zwischen Stresemannallee und Oberforsthaus noch als eingleisige, elektrifizierte Betriebsstrecke. Während des Volksfestes zum Wäldchestag verkehrte hier alljährlich die Sonderstraßenbahnlinie Lieschen auf dem ansonsten nicht befahrenen Gleis zwischen der Sonderstation Riedhof (in der Nähe der Straßenbahnstation Stresemannallee/Mörfelder Landstraße der Linie 14) und einer Behelfshaltestelle kurz vor der regulären Station Oberforsthaus der Linie 21.

## Galerie

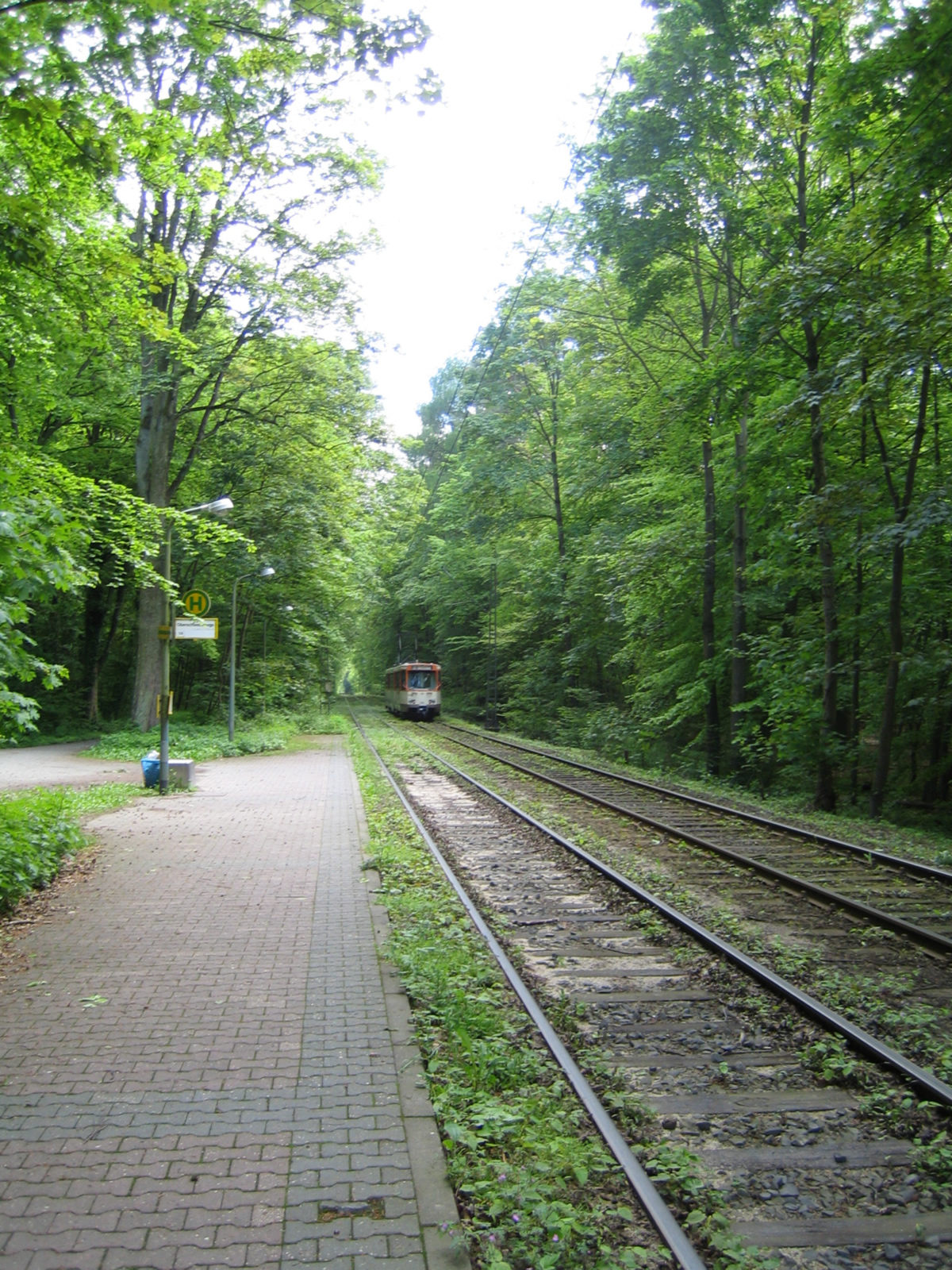
Die ehemalige Waldbahnstrecke nach Neu-Isenburg, heutige Straßenbahnlinie 17
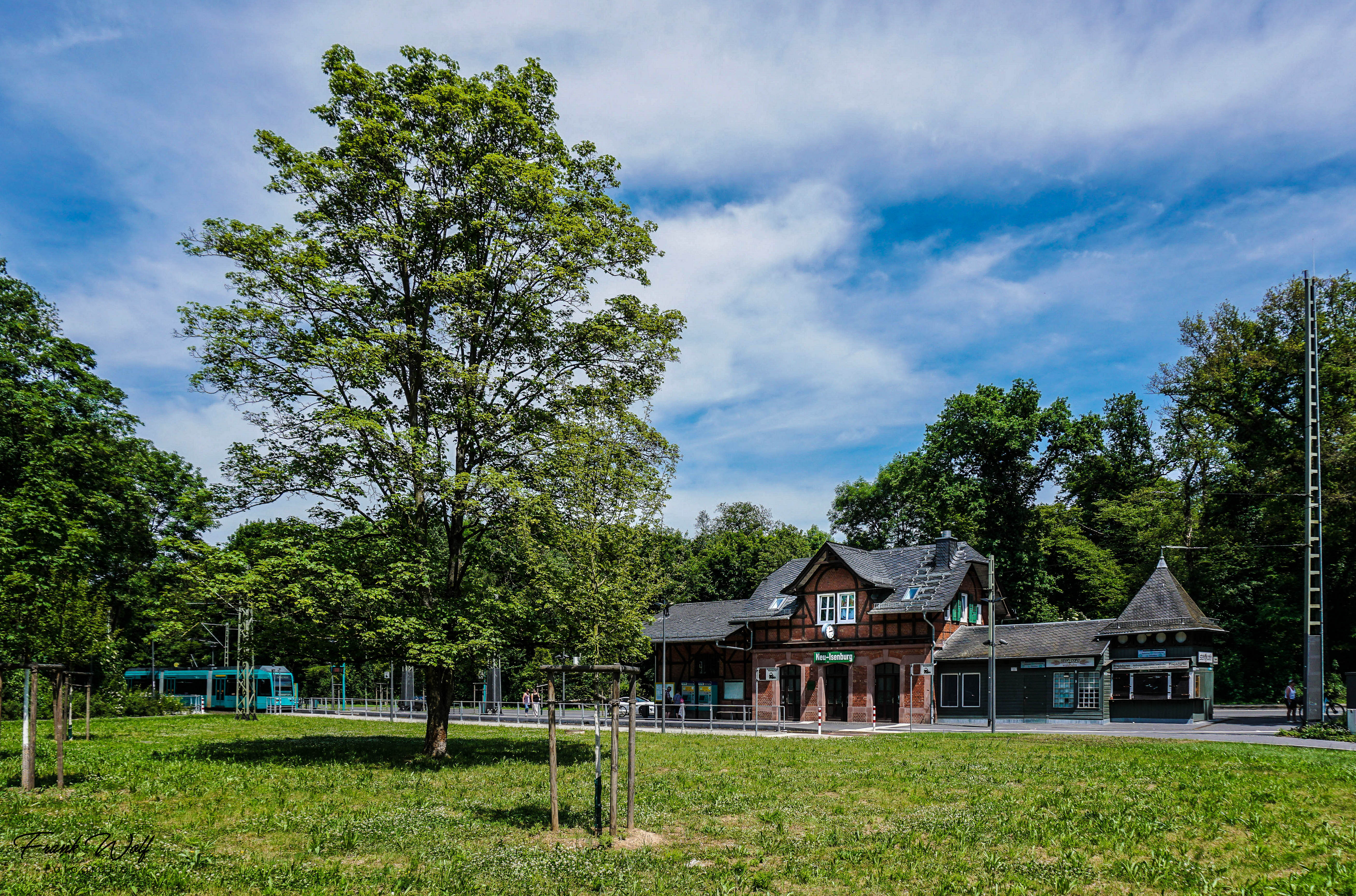
Endhaltestelle Stadtgrenze Neu-Isenburg
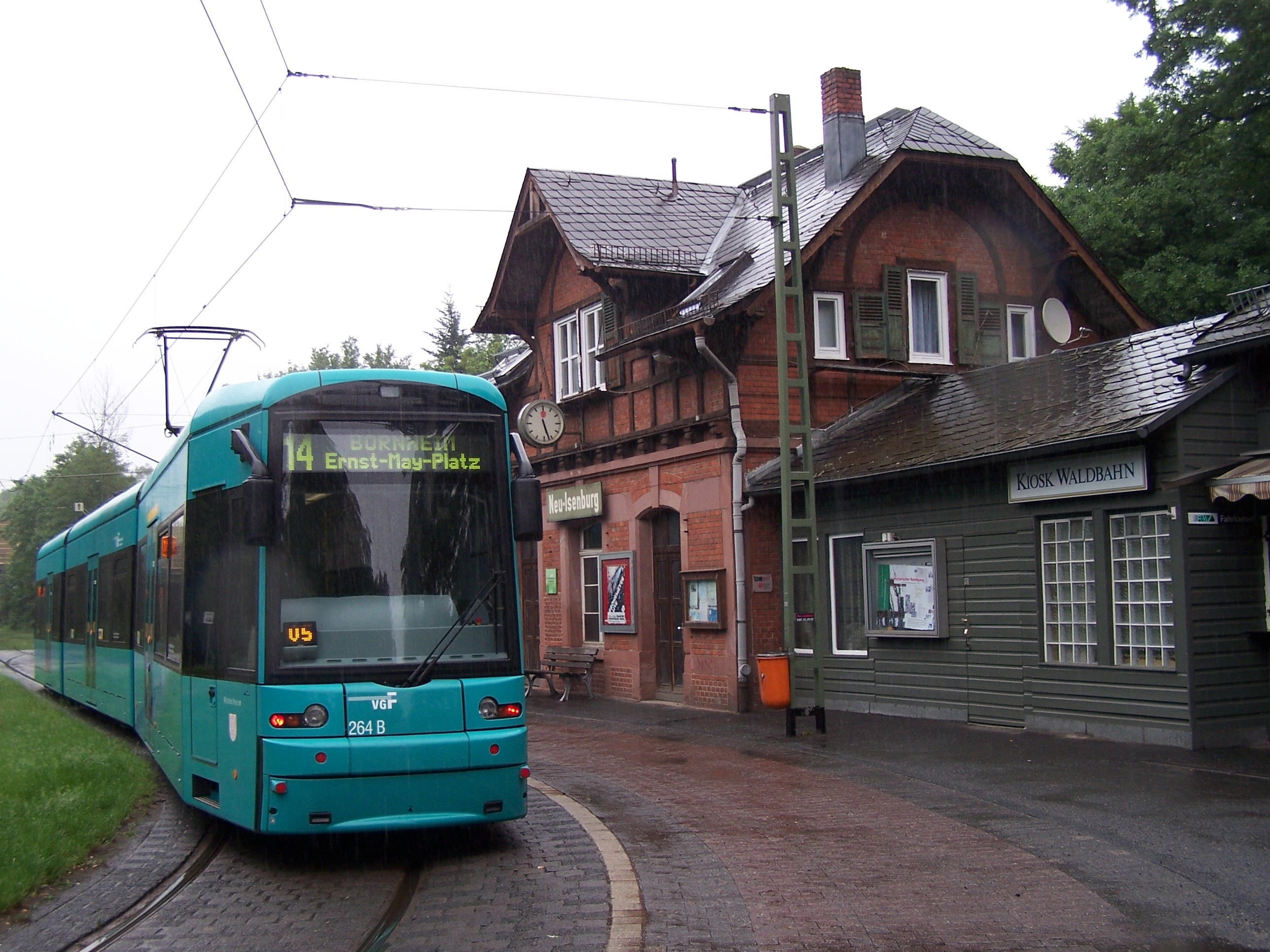
Bahnhofsgebäude an der Endhaltestelle Neu-Isenburg Stadtgrenze an der Darmstädter Landstraße (2007)
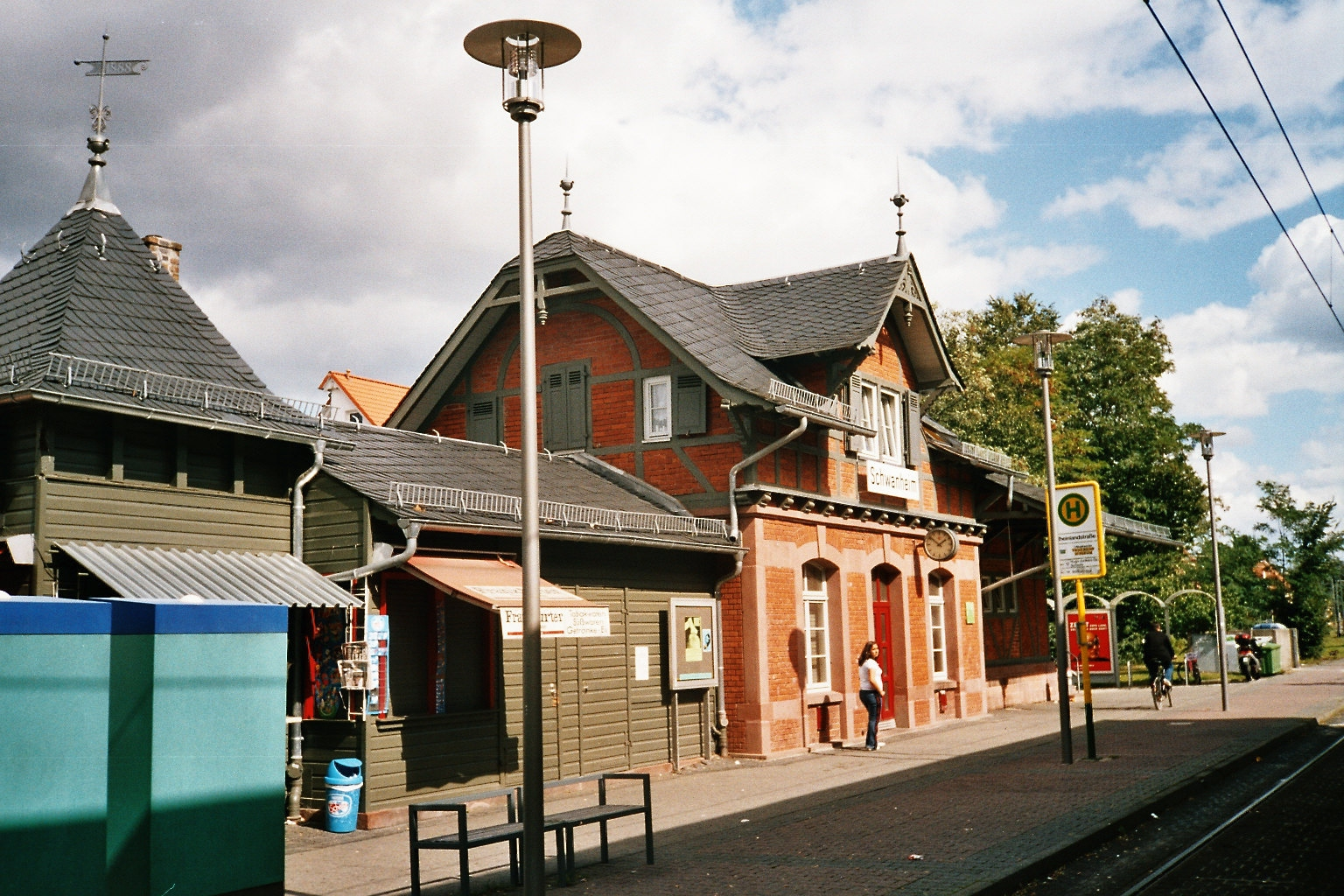
Bahnhofsgebäude an der Endhaltestelle Schwanheim Rheinlandstraße
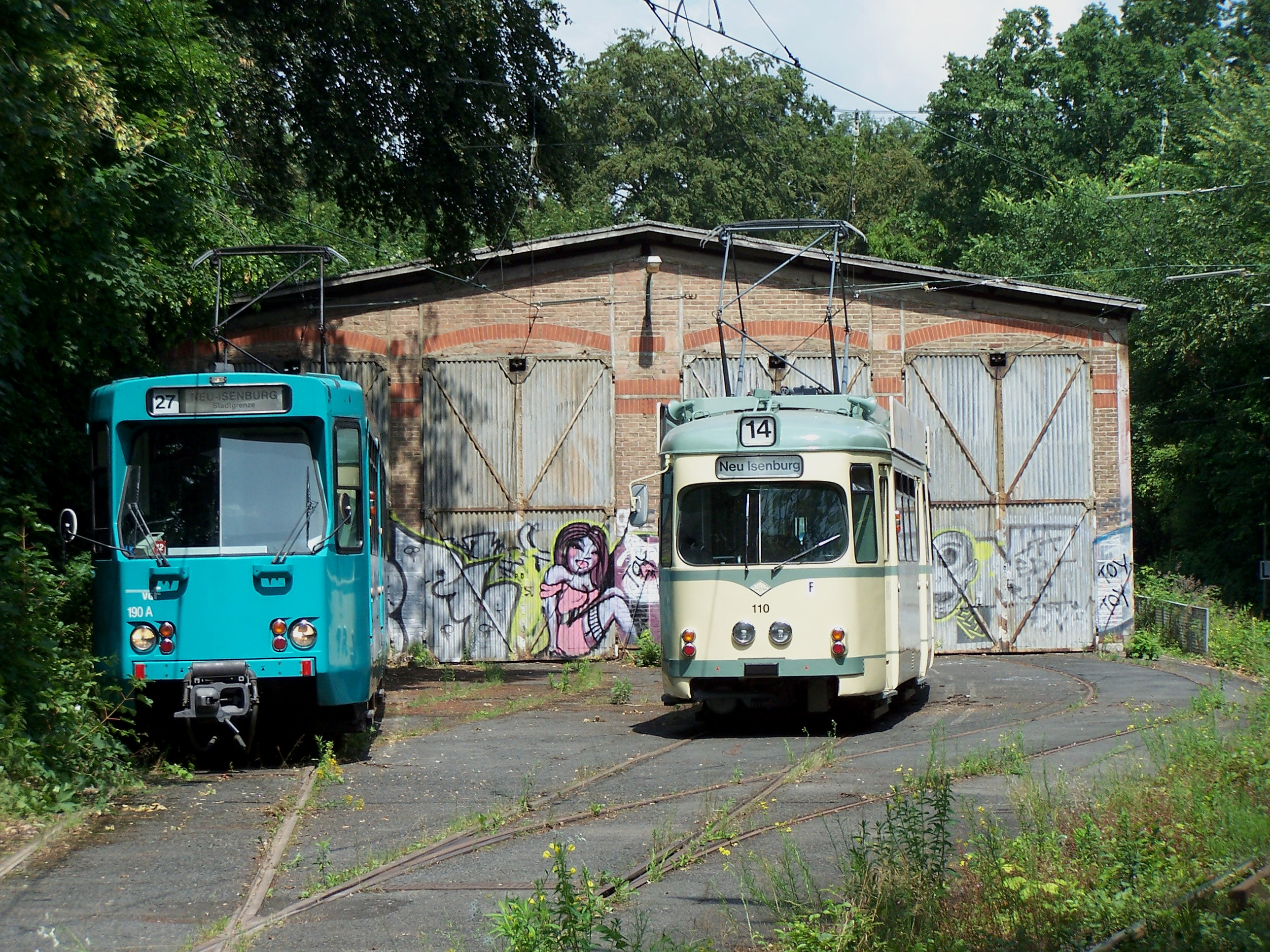
Wagenhalle in Neu-Isenburg mit O-Triebwagen 110 und Pt-Triebwagen 190 (2009)